# Фондо Боргето (Болоња)
Фондо Боргето (итал. Fondo Borghetto) је насеље у Италији у округу Болоња, региону Емилија-Ромања.
Према процени из 2011. у насељу је живело 27 становника. Насеље се налази на надморској висини од 27 м.